# Celulosa Arauco y Constitución
Celulosa Arauco y Constitución é uma empresa chilena do ramo madeireiro, especializada na fabricação de celulose e painéis, atuando no Chile, Argentina e Brasil.
A empresa pertence ao Grupo AntarChile fundado por  Anacleto Angelini e possui cinco fábricas de celulose no Chile e uma na Argentina, além de quatro fábricas para a fabricação de madeira reconstituída, sendo duas na Argentina e duas no Brasil.

## História

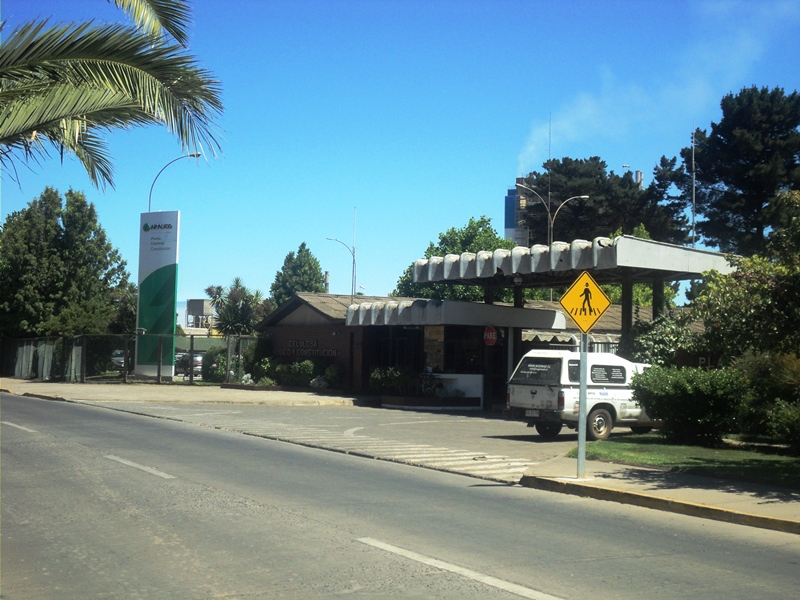
Entrada da Arauco, unidade de Constitución, Chile.

O Grupo AntarChile S.A., fundado em 1989, é uma sociedade anônima chilena ligada a família Angelini, que controlam a companhia Celulosa Arauco y Constitución, as empresas pesqueiras Corpesca S.A. e Orizon S.A. e a prestadora de serviços Empresas Copec. O holding com sede em Santiago do Chile, constitui de 58% de base florestal, 40,1% energia e combustível, 1,2% pescados e 0,7% outros empreendimentos.
Já a Arauco y Constitución foi criada em setembro de 1979, como a fusão da Arauco S.A. (1967) e Celulosa Constitución S.A. (1969), ambas as empresas privatizadas em 1977 e 1979, respectivamente.
As unidades de celulose correspondem a Planta Arauco, a Planta Constitución, a Planta Licancel e 'a Planta Valdivia, no Chile, e a Unidade de Alto Paraná, na Argentina, ultrapassando 2 milhões de toneladas de celulose Kraft por ano. A Arauco é proprietária de quatorze serrarias, sendo doze no Chile e duas na Argentina, além de sete plantas de remanufatura de madeira, totalizando a capacidade de mais de 3,4 milhões metros cúbicos de madeira serrada. Na área de painéis, possui no Chile duas plantas de compensados, duas plantas de MDF (Medium Density Fiberboard) e uma planta de HB (Hardboard). Já a capacidade de produção de painéis corresponde a aproximadamente 2,2 milhões de metros cúbicos por ano. Na Argentina, possui uma planta de MDF e outra de PBO (Particle Board).
Além das unidades industriais no Brasil, atua também na produção e manejo de reflorestamento no Paraná, que somam de 132 mil hectares, com 70 mil hectares de plantios de madeira. Possui ainda áreas florestais no Uruguai (20 mil hectares), Argentina (aproximadamente 111 mil hectares) e Chile (cerca de 670 mil hectares).
Em 2012 a companhia comprou a totalidade das ações da canadense Flakeboard, fabricadora de painéis de madeira no Canadá e nos Estados Unidos, por meio de um negócio fechado em 242,5 milhões de dólares, que corresponde a sete unidades da América do Norte.
Em 2015 a Arauco realizou a compra de 50% da empresa espanhola Tafisa, que possui dez plantas industriais produtoras de painéis de madeiras distribuídas na Espanha, Portugal, Alemanha e África do Sul, totalizando um investimento de 150 milhões de dólares.
Em 2018 a Arauco construiu uma unidade de derivados de madeira em Michigan, nos Estados Unidos, se consolidando no país norte-americano e chegando a 68 unidades fabris em várias partes do mundo. Em 2019 anunciou mais uma expansão, com a compra de ativos industriais da Masisa no México. Os complexos industriais estão localizados em Durango e Zitácuaro, colocando a Arauco em segundo lugar na produção de painéis de madeira no mundo, chegando a casa de 10 milhões de m³ por ano.

## No Brasil

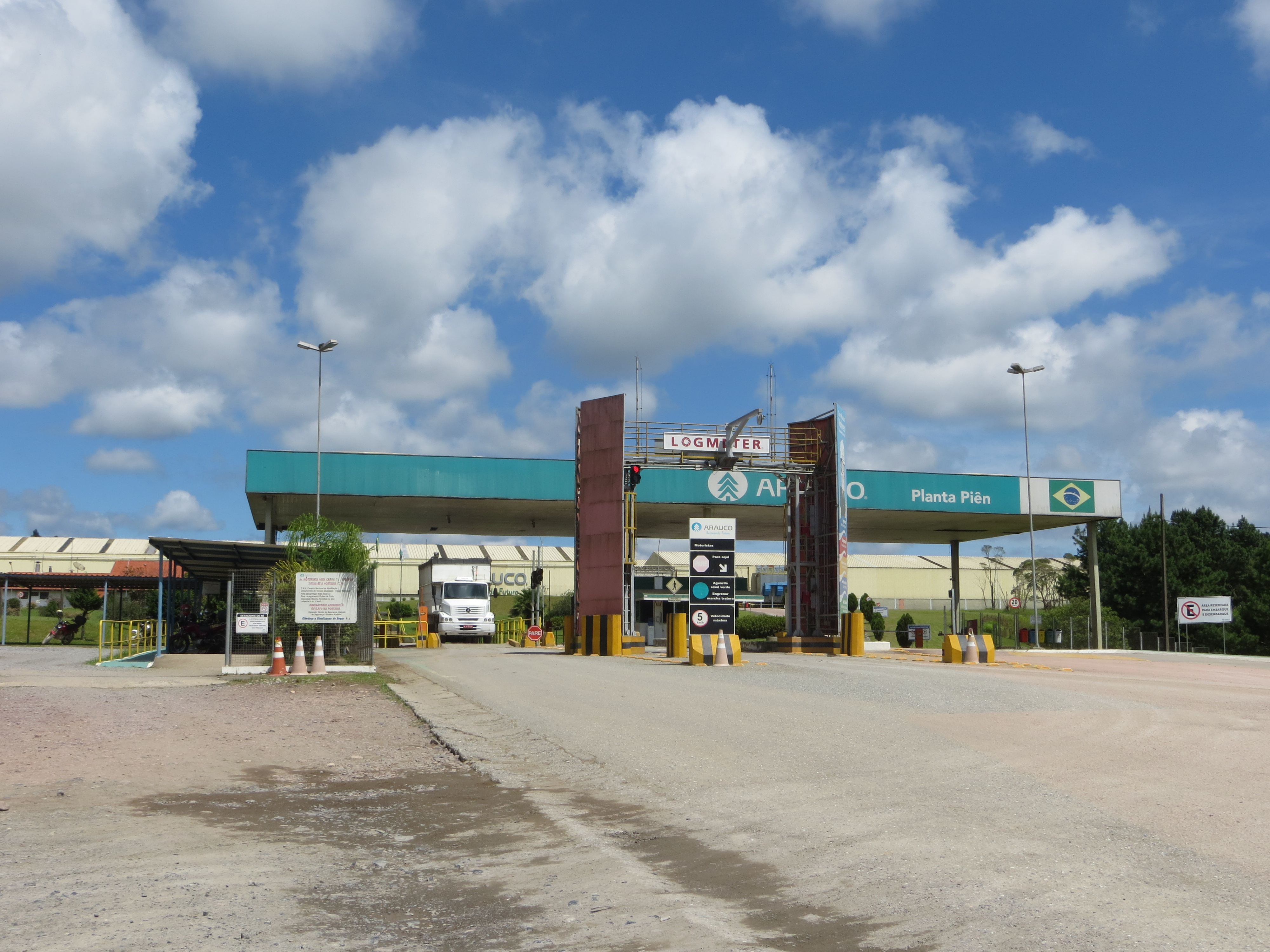
Entrada da Arauco do Brasil, unidade de Piên, Paraná.

No Brasil, o grupo mantém a Arauco do Brasil, com unidades em Piên (aprox. 730 mil m³/ano) e em Jaguariaíva (850 mil m³/ano), ambas no Paraná. No município de Araucária, região metropolitana de Curitiba, mantém uma planta química industrial (142 mil toneladas/ano), produzindo resinas e outros produtos, para comercialização e para abastecer suas unidades industriais de painéis no Paraná.
Em 2007 a Arauco fechou parceria com a finlandesa Stora Enso no Brasil que detinha empreendimentos no Paraná. A Stora Enso vendeu 20% da unidade fabril, 80% da unidade florestal e 100% da serraria. A antiga unidade industrial da Inpacel Indústria Ltda (International Paper), localizada no município de Arapoti, produz papel para impressão de revistas e catálogos. Já em 2015 a Stora Enso resolveu vender 80% que detinha da unidade industrial de Arapoti para a produtora chilena de papel Papeles Bio Bio, atual BO Paper, a mesma que havia adquirido anteriormente a Pisa Papel de Imprensa S/A de Jaguariaíva, também no Paraná, entre 2013 e 2014.
Em 2011 a Arauco Forest Brasil, subsidiária da Celulosa Arauco y Constitución, junto com a brasileira Klabin S.A., produtora e exportadora de papéis, anunciaram a compra de uma área de 107 mil hectares de terras no Paraná, sendo 63 mil hectares de florestas comerciais (reflorestamentos). A compra foi estimada em 473,5 milhões de dólares, onde adquiriram 100% do capital total da empresa Florestal Vale do Corisco Ltda. com sede em Jaguariaíva. A intermediação foi realizada pela Centaurus Holdings S.A., compreendendo uma participação de 51% da Klabin e 49% da Arauco.
Em 2017 o grupo chileno adquiriu as fábricas da Masisa do Brasil, localizadas em Ponta Grossa, no Paraná, e Montenegro, no Rio Grande do Sul.